# Стар Епир
Стар Епир (на латински: Epirus vetus) е римска провинция, създадена като административна единица от император Диоклециан по време на преструктурирането на римските провинции. В резултат от административната реформа, на територията на исторически Епир е създадена нова провинция. Нейна столица е днешния град Арта.